# Henry Cranke Andrews
Henry Cranke Andrews (* um 1770; † um 1830) war ein englischer Botaniker, Pflanzenmaler und Kupferstecher. Sein offizielles botanisches Autorenkürzel lautet „Andrews“. Da er immer als Henry C. Andrews veröffentlichte, und aufgrund von Schwierigkeiten, Aufzeichnungen zu finden, wurde das C. oft als Abkürzung für Charles interpretiert. Erst 2017 konnte sein korrekter vollständiger Name in einem Eheregister identifiziert werden.

## Leben
Sein Geburtsjahr kann nur grob geschätzt werden; auch sein Todesjahr ist nicht genau bekannt. Andrews war ein begabter Pflanzenmaler, betätigte sich aber darüber hinaus auch als Botaniker und als Verleger seiner eigenen reich bebilderten Werke.
Er ist Erstbeschreiber der Pflanzengattung Correa H.C. Andrews, 1798.

## Ehrungen
Die Pflanzengattung Andreusia Vent. aus der Familie der Braunwurzgewächse (Scrophulariaceae) ist nach ihm benannt worden.

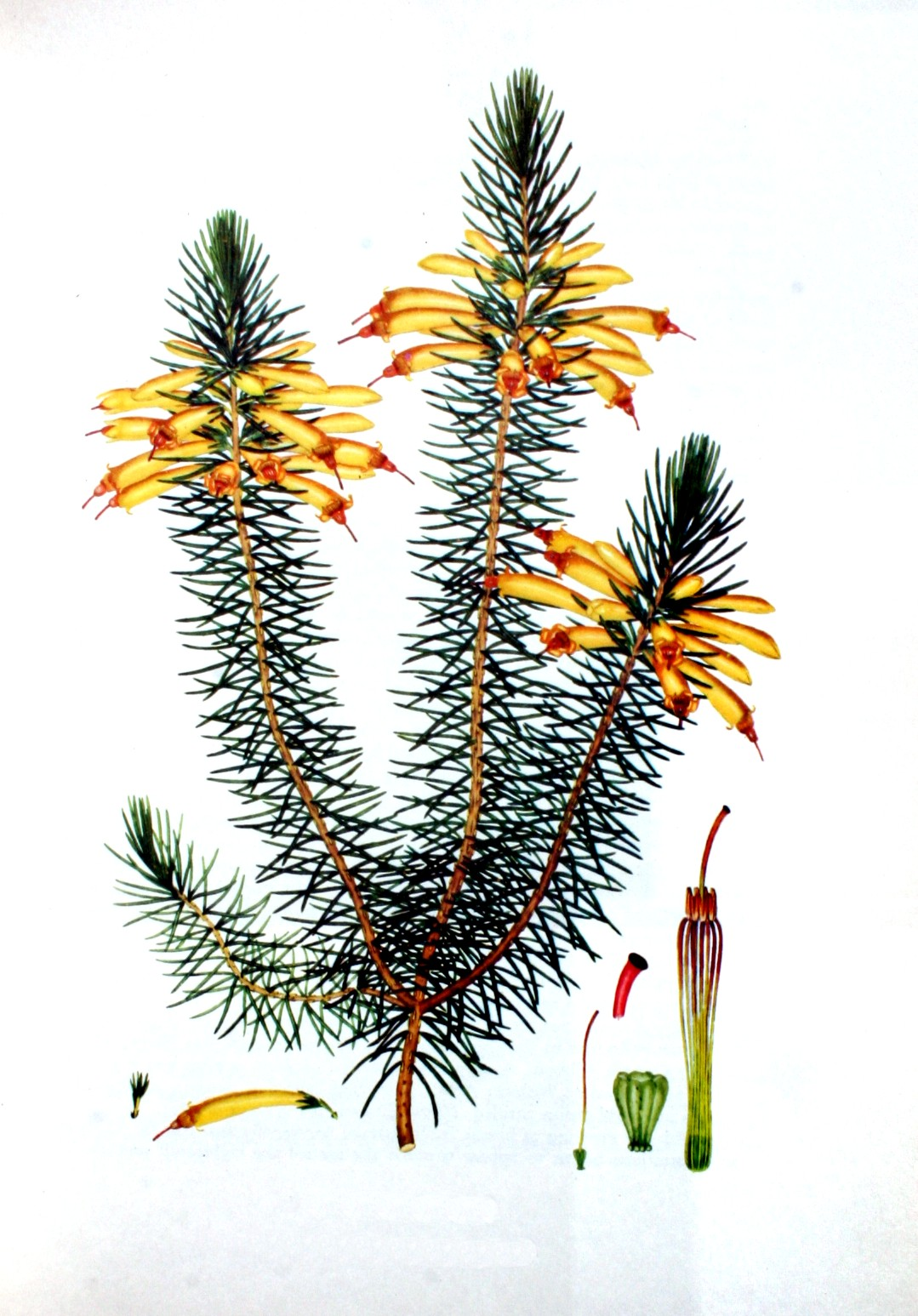
Erica grandiflora, Illustration von Henry Cranke Andrews in Coloured Engravings of Heaths, Band 1

## Schriften
- Coloured Engravings of Heaths. The drawings taken from living plants only. With the appropriate specific character, full description, native place of growth, and time of flowering of each; in Latin and English. Each figure accompanied by accurate dissections of the several parts … upon which the specific distinction has been founded, according to the Linnæan system. (4 Bände; 1794–1830).
- The Botanist’s Repository for new, and rare plants. Containing coloured figures of such plants … botanically arranged after the sexual system of … Linnæus, in English and Latin. To each description is added, a short history of the plant … London (10 Bände; 1797–1814).
- The Heathery, … (6 Bände; 1804–1812).
- Geraniums: or, a Monograph of the Genus Geranium, containing coloured figures of all the known species. London (2 Bände; 1805–1806).
- Roses … 1805–1828.